# Enispa
Enispa é um gênero de traça pertencente à família Arctiidae.